# جو تک
جو تک (انگلیسی: Joe Tex؛ ۸ اوت ۱۹۳۵ – ۱۳ اوت ۱۹۸۲) یک موسیقی‌دان اهل ایالات متحده آمریکا بود. وی بین سال‌های ۱۹۵۵ تا ۱۹۸۲ میلادی فعالیت می‌کرد.